# Emomalii Rachmon

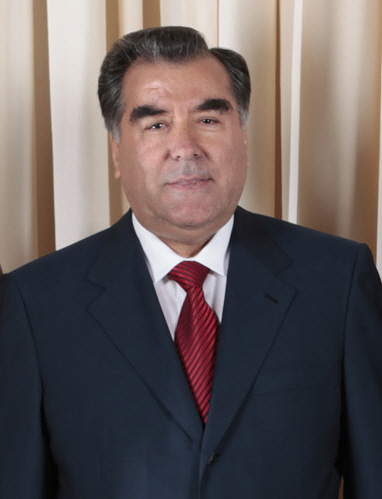
President Rachmon

Emomalii Rachmon (Tadzjieks-Perzisch: Эмомалии Раҳмон; Emomalii Rahmon, of امامعلی رحمان; Dangara (Tadzjikistan), 5 oktober 1952), tot 2007 Emomali Sjarifovitsj Rachmonov (Russisch: Эмомалӣ Шарифович Раҳмонов of Arabisch: ایماملی رحماناو) genoemd, is sinds 1992 staatshoofd van Tadzjikistan. Hij is tevens hoofd van de regeringspartij Democratische Volkspartij van Tadzjikistan.
Op 16 november 1994 werd Rachmon ingehuldigd als president van zijn land en vijf jaar later werd hij bij de presidentsverkiezingen met een meerderheid van 97% van de stemmen voor 7 jaar herkozen. In 2003 werd de grondwet van Tadzjikistan aangepast om het hem mogelijk te maken nogmaals twee termijnen van zeven jaar te laten uitdienen. Volgens de oppositie van Tadzjikistan was sprake van verkiezingsfraude. Eind jaren 90 overleefde Rachmon een moordaanslag alsmede twee pogingen tot staatsgreep.

## Naamswijziging
Op 21 maart 2007 maakte Emomalii Rachmon bekend zijn gerussificeerde naam Emomali Rachmonov te vervangen door de Tadzjieks-Perzische vorm: Emomalii Rahmon.